# Michael Wolfschmidt

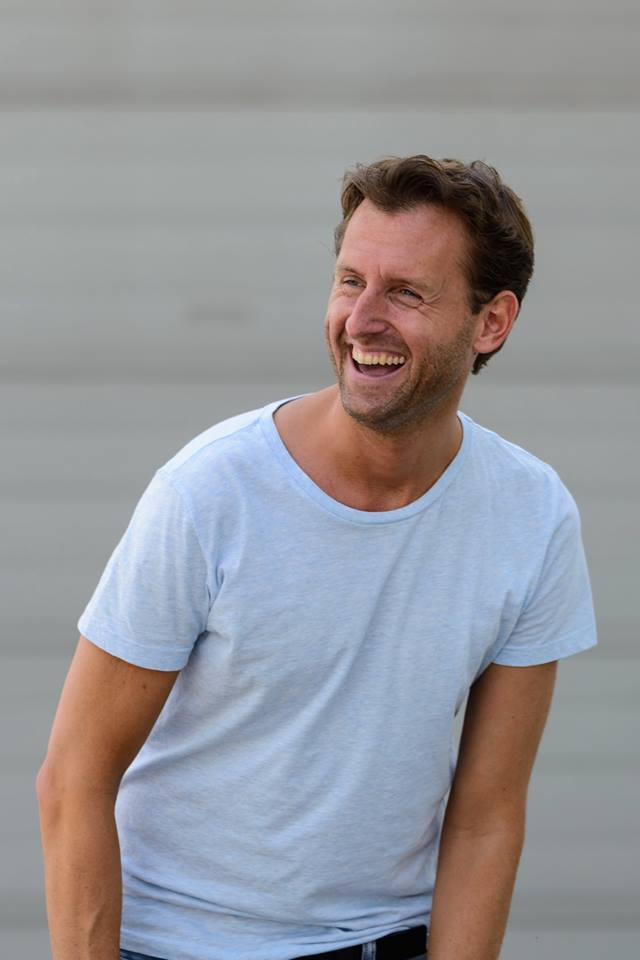
Michael Wolfschmidt

Michael Wolfschmidt (* 1981 in Nürnberg) ist ein deutscher Singer-Songwriter, Musiker, Komponist, Texter, Moderator und Schauspieler.

## Leben
Wolfschmidt erhielt klassischen Klavierunterricht mit 5 Jahren. Erste Bühnenerfahrung machte er bei einem regionalen Talentwettbewerb, wo er auf Anhieb den vierten Platz erzielte. Es folgten Auftritte im Rahmen des Tollwood-Festivals in München, dem Isarinselfest, dem Nürnberger Bardentreffen. Größere Popularität erlangte Michael Wolfschmidt als Vorprogramm für Rainhard Fendrich. Weitere Supports unter anderem für die Deutsch-Rock Band Redweik, bekannt durch die Webshow Etage 7 im Rahmen von The Voice of Germany.
Neben der Musik arbeitet er auch vor der TV-Kamera als Moderator und Schauspieler, wie zum Beispiel in Dreiviertelmond, wo er neben Elmar Wepper sein Kinodebüt feierte. In der ZDF-Serie Die Rosenheim-Cops verkörperte er ab 2016 mehrere Male den Hausmeister Richard Gruber.
Im Jahr 2018 wurde Wolfschmidt in der RTL-Daily Gute Zeiten, schlechte Zeiten als Neuzugang Nikolaus Bäumler vorgestellt.
2022 steuerte er mit Es geht um alles den Titelsong für die 10. Staffel von Promi Big Brother auf Sat.1 bei.

## Diskografie

### Single
- Du musst dich entscheiden (2013)
- Geiler Tag (2013)
- Engel (2014)
- Alles wird anders sein (2014)
- 1000 Lichter (2016)
- Es geht um alles (2022)

### EP
- Kostbar (2014)

## Filmografie

### TV
- 2012: Schicksale – und plötzlich ist alles anders
- 2013: Dahoam is Dahoam
- 2013, 2016, 2022: Aktenzeichen XY … ungelöst
- 2013: Brennende Angst
- 2014: Knastgeflüster
- 2015–2019: Die Rosenheim-Cops (Fernsehserie, fünf Folgen)
- 2018: Gute Zeiten, schlechte Zeiten
- 2021: Woiwode[5]
- 2022: XY gelöst

### Kino
- 2011: Dreiviertelmond[6]